# Molinismo
La doctrina molinista o molinismo es una doctrina religiosa cristiana que intenta reconciliar la providencia de Dios con el libre albedrío humano. El término proviene del apellido del teólogo católico español Luis de Molina, jesuita del siglo XVI. William Lane Craig, teólogo protestante, es uno de sus mejores defensores conocidos hoy en día. Otros molinistas importantes son Alfred Freddoso y Thomas Flint. En términos básicos, los molinistas sostienen que además de conocer todo lo que hace o que va a pasar, Dios también sabe lo que sus criaturas elegirían libremente sus acciones si estuvieran en cualquier circunstancia.

## Tipos de conocimiento de Dios
Según Kenneth Keathley, autor de Salvation and Sovereignty: A Molinist Approach, los molinistas argumentan que Dios cumple perfectamente su voluntad en las vidas de criaturas genuinamente libres mediante el uso de su omnisciencia. Los molinistas, siguiendo al mismo Luis de Molina, presentan el conocimiento de Dios en una secuencia de tres momentos lógicos. El primero es el conocimiento de Dios de las verdades necesarias o conocimiento natural. Estas verdades son independientes de la voluntad de Dios y no contingentes. Este conocimiento incluye toda la gama de posibilidades lógicas. Los ejemplos incluyen declaraciones como "Todos los solteros no están casados" o "X no puede ser A y no A al mismo tiempo, de la misma manera, en el mismo lugar". El segundo se llama "conocimiento medio" y contiene el rango de cosas posibles que sucederían dadas ciertas circunstancias. El tercer tipo de conocimiento es el conocimiento gratuito de Dios. Este tipo de conocimiento consiste en verdades contingentes que dependen de la voluntad de Dios, o verdades que Dios hace, que no tiene que hacer. Los ejemplos pueden incluir declaraciones como "Dios creó la tierra" o algo particular acerca de este mundo que Dios ha actualizado. Esto se llama el "conocimiento libre" de Dios y contiene el futuro o lo que sucederá. Entre el conocimiento natural y libre de Dios está su conocimiento medio (oscientia media) por la que Dios sabe lo que harían sus criaturas libres en cualquier circunstancia. Estas son "verdades" que no tienen que ser verdad, pero son verdad sin que Dios sea la causa principal de ellas. En The Internet Encyclopedia of Philosophy , John D. Laing ha proporcionado un ejemplo de conocimiento medio: "Si a John Laing se le diera la oportunidad de escribir un artículo sobre conocimiento medio para Internet Encyclopedia of Philosophy, lo haría libremente".